# Karl Martell

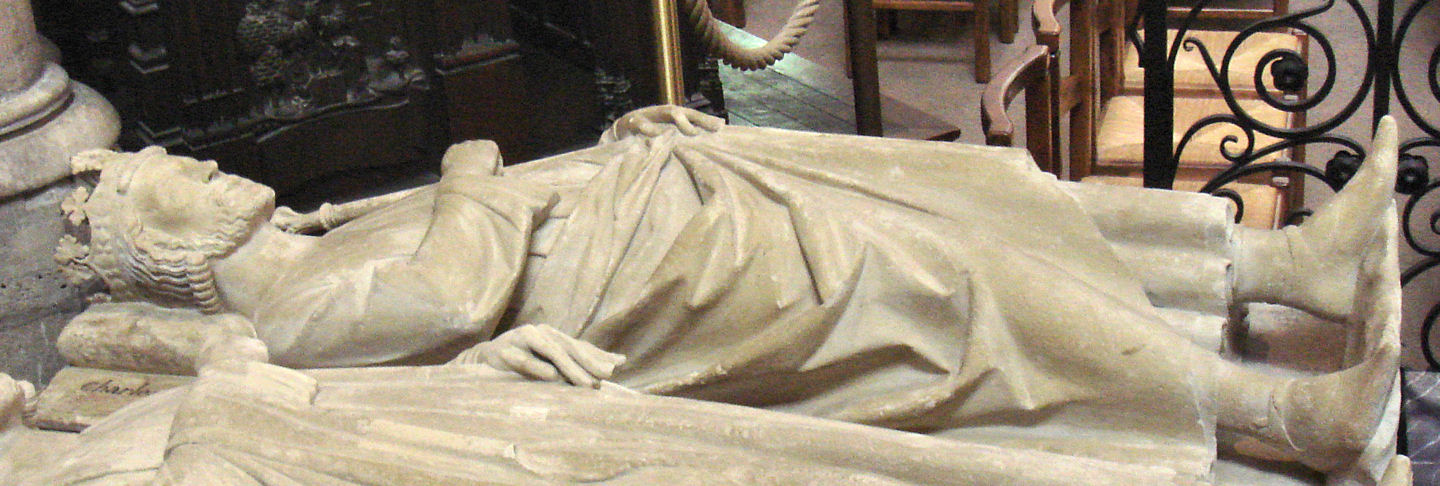
Karl Martells grav i Klosterkyrkan Saint-Denis i Paris.

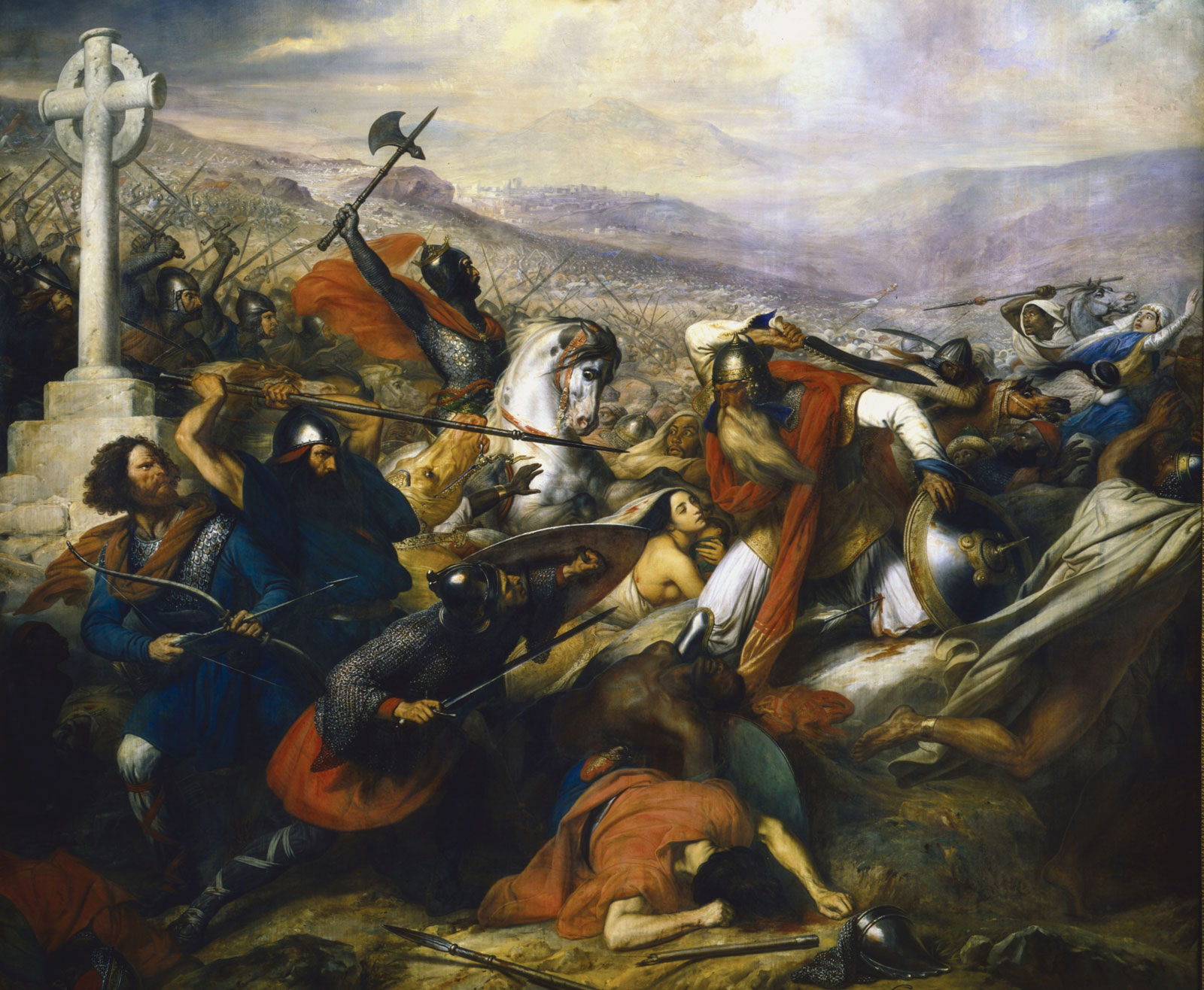
Karl Martell vid striden i Tours.

Karl Martell, född 23 augusti 686, död 22 oktober 741, var son till Pippin av Heristal och Alpheid. Han var merovingernas major domus. Hans betecknande binamn Martell betyder ”Hammaren”, men det användes troligen inte under Karls livstid. Karl Martell är mest känd för sin seger vid slaget vid Tours och sina militära insatser vilka stoppade den umayyadiska expansionen in i Västeuropa under den muslimska expansionseran, men även för grundläggandet av det Karolingska kejsardömet.
Karl föddes i Herstal, i dagens Belgien, som oäkta son till Pippin II och dennes älskarinna Alpheid. Karl Martell valdes till Maior domus, och styrde frankerna såsom konung, och titulerade sig själv frankernas furste, (de sista fyra åren lade han inte ens vikt vid att kallas kung) och var oavsett titel härskare över de frankiska kungadömena. Han utökade sitt styre över alla de tre frankiska rikena: Austrasien, Neustrien och Burgund. 
Han segrade i slaget vid Poitiers (732), vilket var det enskilt viktigaste slaget som ledde till att den muslimska expansionen inte kom längre än till Iberien (nuvarande Spanien), och inte nådde in i Frankerriket.
Gift med Chrotrudis, död 724.

## Barn
1. Pippin den lille
2. Karloman
3. Grifo, hertig av Maine